# Николаев, Иван Фёдорович
Ива́н Фёдорович Никола́ев (6 мая 1890, Ярославль — 18 августа 1944, Москва) — советский военачальник, генерал-лейтенант (1942).

## Начальная биография
Иван Фёдорович Николаев родился 6 мая 1890 года в Ярославле.

## Военная служба
В Русскую императорскую армию был призван в 1912 году.

### Гражданская война
В 1915 году окончил школу прапорщиков в Москве.
Во время Первой мировой войны воевал на Западном фронте. Был младшим офицером, командиром роты и командиром батальона пехотного полка; дослужился до чина штабс-капитана.
В декабре 1918 года зачислен в Красную Армию. Участник Гражданской войны. Воевал на Дону и в Закавказье. С декабря 1918 года был комендантом штаба 4-й стрелковой дивизии, с марта 1919 года — начальником штаба 3-й стрелковой бригады, с июля 1919 года — заведующим разведкой дивизии. C сентября 1919 — старший помощник начальника штаба и начальник штаба стрелковой дивизии. С января 1920 года — командир 3-й бригады, затем командир 100-й бригады 32-й стрелковой дивизии. С сентября 1920 по июнь 1921 года командир 124-й бригады 34-й стрелковой дивизии.

### Межвоенный период
С июля 1921 по октябрь 1922 года Николаев служил в Кавказской армии на должности командира 2-й Кавказской стрелковой бригады. С марта 1922 года командовал 4-м и 1-м Читинским стрелковыми полками в Сибирском военном округе, в августе 1927 года стал начальником оперативной части штаба дивизии в этом округе. В 1928 году его направили на учёбу.
В 1929 году окончил Курсы усовершенствования комсостава РККА «Выстрел» и в июне этого года был назначен на должность командира 1-го Туркестанского горнострелкового полка 1-й Туркестанской горнострелковой дивизии Среднеазиатского военного округа, находясь на которой, принимал участие в борьбе против басмачества. С ноября 1931 года служил начальником штаба 1-й Туркестанской горнострелковой дивизии. С ноября 1934 года — командир 4-го отдельного территориального стрелкового полка. С 1936 года — помощник начальника Ленинградской пехотной школы. С октября 1937 года служил в 19-м стрелковом корпусе Ленинградского военного округа: начальник штаба корпуса, с мая 1938 помощник командира корпуса. Участвовал в советско-финляндской войне 1939—1940 годов.
19 февраля 1940 года И. Ф. Николаев был назначен на должность командира 10-го стрелкового корпуса в 8-й армии. После подписания мирного договора с Финляндией корпус был переброшен из Карелии в Прибалтийский особый военный округ.
В 1941 году окончил курсы усовершенствования высшего начальствующего состава Академии Генерального штаба РККА им. К. Е. Ворошилова.

### Великая Отечественная война
С началом Великой Отечественной войны корпус в составе 8-й армии Северо-Западного фронта принимал участие в Прибалтийской стратегической оборонительной операции, в том числе и в Расейняйском сражении. Корпус вёл тяжёлые оборонительные бои с превосходящими силами противника в Шяуляйском УРе. Вскоре корпус отступал Риги и далее на Пярну. В июле корпус вёл оборонительные бои на рубеже Пярну — Тарту, а также уничтожил несколько морских десантов противника на побережье Рижского залива. Однако 6 августа противник прорвался на побережье Финского залива и тем самым расколол 8-ю армию на две группы. Корпус под командованием Николаева составил основу восточной группы армии, которая обороняла Таллин. Решением Ставки ВГК от 17 августа оборона города возлагалась на вице-адмирала Владимира Филипповича Трибуца, а генерал-майор Николаев был назначен на должность заместителя командующего Балтийским флотом по сухопутной обороне.
20 августа 1941 года немецкие войска начали решающее наступление на Таллин. В ходе Таллинской оборонительной операции части корпуса совместно с моряками Балтийского флота, частями НКВД СССР и таллинским ополчением упорно отражали штурм города, но к 26 августа их положение стало безнадёжным.
С 27 по 29 августа корпус на кораблях Балтийского флота был эвакуирован в Ленинград (см. Таллинский переход). Несмотря на большие потери в двухмесячных боях в Прибалтике и при переходе на море, корпус генерала Николаева сохранил боеспособность, и сразу же вошёл в состав Ленинградского фронта. В сентябре был назначен на должность заместителя командующего, а 24 октября — на должность командующего 42-й армией, которая вела оборонительные бои на подступах к Ленинграду, а затем более двух лет оборонялась внутри кольца блокады Ленинграда.
С 14 января по 27 марта 1944 года командовал 70-й армией, находившейся в резерве Ставки ВГК. В феврале армия была передислоцирована в район севернее города Ковель с передачей в состав 2-го Белорусского фронта. В марте в ходе Полесской наступательной операции армия, действуя в условиях лесисто-болотистой местности, продвинулась на 30-40 километров. В конце марта 1944 года тяжело заболел, был эвакуирован в Москву и переведён в распоряжение наркома обороны СССР.
Иван Фёдорович Николаев умер 18 августа 1944 года в Москве из-за болезни. Похоронен в Александро-Невской лавре в Санкт-Петербурге.

Могила И. Ф. Николаева на Казачьем кладбище Александро-Невской лавры Санкт-Петербурга.

## Награды
- Два ордена Красного Знамени (11.04.1940, 10.02.1943);
- орден Красного Знамени Азербайджанской ССР (07.10.1920);
- Медаль «XX лет Рабоче-Крестьянской Красной Армии» (1938)
- Медаль «За оборону Ленинграда» (1942)

## Воинские звания
- комбриг (17.02.1936)
- комдив (21.03.1940)
- генерал-майор (4.06.1940)
- генерал-лейтенант (3.05.1942)

## Отзывы
Я тогда впервые познакомился с И. Ф. Николаевым [речь идёт о 12 августа 1941 года]. Приглядевшись к нему во время посещений командного пункта корпуса, я увидел, что Иван Фёдорович был зрелым командиром, имел практический опыт руководства войсками в мирное и особенно в военное время. Не так просто пройти от государственной границы тысячу километров под давлением превосходящих сил врага и сохранить боеспособность частей! Не каждому генералу удавалось это. Это был интеллигентный, выдержанный, спокойный по характеру, требовательный к себе и людям человек. — Трибуц В. Ф. Балтийцы сражаются. — М.: Воениздат, 1985. — 463 с. — (Военные мемуары). — Глава «Оборона Таллина».